# 장연 김씨
장연 김씨(長淵金氏)는 황해남도 장연군을 본관으로 하는 한국의 성씨이다.
시조 김정신은 신라 경순왕의 후손으로, 고려에서 시중을 지냈다.

## 참고 자료
- “장연김씨(長淵金氏)”. 뿌리를 찾아서.[깨진 링크(과거 내용 찾기)]